# Campionati mondiali di nuoto in vasca corta 2024 - 200 metri stile libero femminili
La gara dei 200 metri stile libero femminili dei campionati mondiali di nuoto in vasca corta 2024 si è svolta il 15 dicembre 2024 presso la Duna Aréna di Budapest.

## Podio
| Pos.    | Atleta             | Nazione     |
| ------- | ------------------ | ----------- |
| Oro     | Siobhán Haughey    | Hong Kong   |
| Argento | Mary-Sophie Harvey | Canada      |
| Bronzo  | Claire Weinstein   | Stati Uniti |

## Record
Prima della manifestazione il record del mondo (RM) e il record dei campionati (RC) erano i seguenti.
|  | 1'50"31 | Siobhán Haughey | 16 dicembre 2021 Abu Dhabi |
|  | 1'50"31 | Siobhán Haughey | 16 dicembre 2021 Abu Dhabi |

Durante la competizione non sono stati migliorati record.

## Programma
| Data             | Ora   | Turno    |
| ---------------- | ----- | -------- |
| 15 dicembre 2024 | 9:02  | Batterie |
| 15 dicembre 2024 | 18:26 | Finale   |

## Risultati

### Batterie
| Pos. | Batteria | Corsia | Atleta                   | Nazionalità          | Tempo       | Note |
| ---- | -------- | ------ | ------------------------ | -------------------- | ----------- | ---- |
| 1    | 3        | 3      | Claire Weinstein         | Stati Uniti          | 1'52"51     | Q    |
| 2    | 5        | 5      | Mary-Sophie Harvey       | Canada               | 1'52"81     | Q    |
| 3    | 3        | 4      | Lani Pallister           | Australia            | 1'53"01     | Q    |
| 4    | 3        | 5      | Leah Neale               | Australia            | 1'53"48     | Q    |
| 5    | 5        | 4      | Siobhán Haughey          | Hong Kong            | 1'53"76     | Q    |
| 6    | 4        | 7      | Paige Madden             | Stati Uniti          | 1'53"94     | Q    |
| 7    | 4        | 4      | Freya Anderson           | Gran Bretagna        | 1'53"99     | Q    |
| 8    | 5        | 3      | Sofia Morini             | Italia               | 1'54"29     | Q    |
| 9    | 5        | 6      | Giulia D'Innocenzo       | Italia               | 1'54"41     |      |
| 10   | 4        | 1      | Lilla Minna Ábrahám      | Ungheria             | 1'54"46     |      |
| 11   | 5        | 2      | Daria Klepikova          | NAB                  | 1'54"65     |      |
| 12   | 4        | 5      | Nikolett Pádár           | Ungheria             | 1'54"84     |      |
| 13   | 3        | 6      | Maria Fernanda Costa     | Brasile              | 1'55"00     |      |
| 14   | 4        | 3      | Snæfríður Jórunnardóttir | Islanda              | 1'55"48     |      |
| 15   | 5        | 8      | Nicole Maier             | Germania             | 1'55"75     |      |
| 16   | 4        | 6      | Gong Zhenqi              | Cina                 | 1'56"81     |      |
| 17   | 3        | 8      | Sofia Åstedt             | Svezia               | 1'56"83     |      |
| 18   | 2        | 6      | Gan Ching Hwee           | Singapore            | 1'56"85     |      |
| 19   | 4        | 8      | María Daza               | Spagna               | 1'57"19     |      |
| 20   | 5        | 1      | Wiktoria Guść            | Polonia              | 1'57"38     |      |
| 21   | 3        | 1      | Julia Mrozinski          | Germania             | 1'57"60     |      |
| 22   | 4        | 2      | Daria Trofimova          | NAB                  | 1'57"94     |      |
| 23   | 3        | 0      | Francisca Martins        | Portogallo           | 1'58"01     |      |
| 24   | 3        | 2      | Kong Yaqi                | Cina                 | 1'58"28     |      |
| 25   | 2        | 4      | Smiltė Plytnykaitė       | Lituania             | 1'59"43     |      |
| 26   | 4        | 9      | Tiffany Murillo          | Colombia             | 1'59"96     |      |
| 27   | 2        | 2      | Iman Avdić               | Bosnia ed Erzegovina | 2'00"10     |      |
| 28   | 2        | 3      | Andrea Becali            | Cuba                 | 2'00"26     |      |
| 29   | 2        | 5      | Jesse Welsh              | Nuova Zelanda        | 2'01"61     |      |
| 30   | 5        | 9      | Zehra Bilgin             | Turchia              | 2'01"86     |      |
| 31   | 2        | 7      | Logan Watson-Brown       | Bermuda              | 2'04"48     |      |
| 32   | 2        | 8      | Paige van der Westhuizen | Zimbabwe             | 2'04"89     |      |
| 33   | 2        | 0      | Sara Jankovikj           | Macedonia del Nord   | 2'05"10     |      |
| 34   | 1        | 5      | Jehanara Nabi            | Pakistan             | 2'06"27     |      |
| 35   | 2        | 1      | Keisy Castro             | Costa Rica           | 2'07"10     |      |
| 36   | 2        | 9      | Maria Lopes Freitas      | Angola               | 2'09"58     |      |
| 37   | 1        | 6      | Aiymkyz Aidaralieva      | Kirghizistan         | 2'09"89     |      |
| 38   | 1        | 3      | Duana Lama               | Nepal                | 2'11"08     |      |
| 39   | 1        | 4      | Riga Shala               | Kosovo               | 2'12"27     |      |
| 40   | 1        | 2      | Valentina Howell         | Panama               | 2'12"54     |      |
| DNS  | 3        | 7      | Abbie Wood               | Gran Bretagna        | Non partita |      |
| DNS  | 3        | 9      | Laura Lahtinen           | Finlandia            | Non partita |      |
| DNS  | 5        | 0      | Iris Julia Berger        | Austria              | Non partita |      |
| DNS  | 5        | 7      | Janja Šegel              | Slovenia             | Non partita |      |

### Finale
| Pos.    | Corsia | Atleta             | Nazionalità   | Tempo   | Note |
| ------- | ------ | ------------------ | ------------- | ------- | ---- |
| Oro     | 2      | Siobhán Haughey    | Hong Kong     | 1'50"62 |      |
| Argento | 5      | Mary-Sophie Harvey | Canada        | 1'51"49 |      |
| Bronzo  | 4      | Claire Weinstein   | Stati Uniti   | 1'51"62 |      |
| 4       | 3      | Lani Pallister     | Australia     | 1'51"75 |      |
| 5       | 1      | Freya Anderson     | Gran Bretagna | 1'52"14 |      |
| 6       | 7      | Paige Madden       | Stati Uniti   | 1'52"93 |      |
| 7       | 6      | Leah Neale         | Australia     | 1'53"21 |      |
| 8       | 8      | Sofia Morini       | Italia        | 1'54"17 |      |